# أرمين لاشيت
أرمين لاشيت (بالألمانية: Armin Laschet) (ولد في 18 فبراير 1961) سياسي ألماني. حصل لاشيت على شهادة في القانون وعمل صحفيًا قبل وفي أثناء حياته السياسية المبكرة. في 1994 انُتخب عضواً في البوندستاج الألماني وفي 1999 أصبح عضوا في البرلمان الأوروبي. في عام 2005 ، أصبح عضوًا في حكومة ولاية شمال الراين وستفاليا. كوزير في مجلس الوزراء، عُرف بآرائه الليبرالية وعلاقاته الطيبة مع الجالية المهاجرة، مما أكسبه لقب «أرمين التركي». في عام 2012 ، أصبح رئيسًا لحزب الولاية وانتخب منذ 27 يونيو 2017 رئيسًا لولاية شمال الراين - وستفاليا، أكبر ولاية في ألمانيا من حيث عدد السكان. كما أنه يعمل كواحد من خمسة نواب لرئيس الاتحاد الديمقراطي المسيحي الألماني (CDU) وكزعيم للحزب في ولايته. انتُخب في 16 يناير 2021 رئيساً لحزبه بعد منافسة مع فريدرش ميرتس.
وُلِد لعائلة كاثوليكية ملتزمة من إقليم فالونيا ببلجيكا؛ كان أجداده من والده من أصل بلجيكي. وهو متزوج من سوزان مالانجري من أصل الوالوني الناطق بالفرنسية.

## السياسات الاجتماعية
كان لاشيت مدافعًا شرسًا عن سياسات الهجرة الليبرالية للمستشارة ميركل خلال أزمة المهاجرين الأوروبية عام 2015.
في عام 2016، رفض لاشيت مقترحات ما يسمى بحظر النقاب ووصفها بأنها «نقاش زائف» وتشتيت للانتباه عن القضايا الأكثر إلحاحًا. ومع ذلك، تبنى حزبه فيما بعد هذه السياسة باعتبارها قضية أساسية.

## وصلات خارجية
- الموقع الرسمي
- أرمين لاشيت على موقع IMDb (الإنجليزية)
- أرمين لاشيت على موقع مونزينجر (الألمانية)
- أرمين لاشيت على موقع قاعدة بيانات الفيلم (الإنجليزية)
- أرمين لاشيت على موقع كينوبويسك (الروسية)